# Stygnomma fiskei
Stygnomma fiskei is een hooiwagen uit de familie Stygnommatidae.